# Calea linearifolia
Calea linearifolia là một loài thực vật có hoa trong họ Cúc. Loài này được Maguire & Wurdack mô tả khoa học đầu tiên năm 1957.